# Spiegelau
Spiegelau là một đô thị thuộc huyện Freyung-Grafenau trong bang Bayern nước Đức. Đô thị Spiegelau có diện tích 40,42 km², dân số thời điểm 31 tháng 12 năm 2006 là 4042 người. Spiegelau nằm ở trung tâm của rừng Bayern.
Spiegelau nằm trên tuyến đường sắt Zwiesel–Grafenau.